# Digitalno-analogni pretvarač
Digitalno-analogni pretvarač (eng. digital-to-analogue converter, DAC), uređaj koji pretvara digitalnu veličinu (broj) u analognu veličinu. U elektronici/elektrotehnici analogna veličina je napon ili struja.

## Primjena
- Dio zvučne kartice koji pomoću brojčane predodžbe analogna zvuka može izvoditi zvuk "stvarnoga svijeta" kao što je glas ili gitara.[1]

- Dio grafičke kartice koja generira analogni signal (15pin D-sub konektor) za prikaz na analognom monitoru (monitoru s katodnom cjevi).